# Hemilea quadrimaculata
Hemilea quadrimaculata är en tvåvingeart som beskrevs av Albany Hancock och Drew 1995. Hemilea quadrimaculata ingår i släktet Hemilea och familjen borrflugor. Inga underarter finns listade i Catalogue of Life.